# Formicarius
Pour l'ouvrage du XVe siècle, voir Formicarius (sorcellerie).
Genre
Formicarius est un genre d'oiseaux de la famille des Formicariidae.

## Liste des espèces
D'après la classification de référence (version 5.2, 2015) du Congrès ornithologique international (ordre phylogénique) :
- Formicarius colma – Tétéma colma
- Formicarius analis – Tétéma coq-de-bois
- Formicarius moniliger – Tétéma du Mexique
- Formicarius rufifrons – Tétéma à front roux
- Formicarius nigricapillus – Tétéma à tête noire
- Formicarius rufipectus – Tétéma à poitrine rousse